# Balduin I. Jeruzalemski
Balduin Boulonjski (francosko Baudouin de Boulogne), francoski plemič, * 1. januar 1058, Spodnja Lorena, Francija, † 2. april 1118, Al-Arish, Egipt.
Bil je eden od vodij prvega križarskega pohoda, prvi grof Edese ter drugi vladar in prvi kralj Jeruzalemskega kraljestva

## Mladost
Balduin je bil sin Evstahija II. Boulonjskega in Ide Lorenske, hčerke Godfreja III., vojvode Spodnje Lorene. Imel je brata Evstahija III. Lorenskega in Godfreja Bouillonskega. Balduin je bil najmlajši brat, zato je svojo kariero po tradiciji začel v cerkvi, vendar jo je že leta 1080 prekinil. Letopisec Viljem iz Tira, ki je sicer živel v poznem 12. stoletju in Balduina ni poznal osebno, o njem pravi:
"Mladi Balduin je bil dobro poučen v svobodnih študijih. Postal je klerik in je imel zaradi svojega visokega porekla ugodnosti, ki so jih imenovali prebende (nadarbine), v cerkvah v Reimsu, Cambraiu in Liegeu".
Kasneje je živel v Normandiji, kjer se je poročil z Godehildo (ali Godvero) Toenijsko, hčerko Raula Concheškega, plemiča iz anglo-normanske družine. Po poroki se je vrnih v Loreno in vladal grofiji Verdun, ki jo je prevzel od svojega brata Godfreja.

## Prva križarska vojna
Leta 1096 je z bratoma Godfrejem in Evstahijem III. Boulonjskim prodal večino svojega premoženja cerkvi in si z iztržkom plačal stroške križarskega pohoda. Na pohodu ga je spremljala sporoga Godehilda. Balduin je bil v drugem valu križarjev. Prvi val križarjev, tako imenovani "pohod ubogih", je na svoji poti naredil takšno upostošenje, da je ogrski kralj Koloman za prost prehod preko svojega ozemlja od Godfreja zahteval talce, ki bi zagotovili dostojno obnašanje križarjev. Za talca so mu dali Balduina, ki je ostal v ujetništvu, dokler križarji niso zapustili ogrskega ozemlja.
Do spopadov z domačim prebivalstvom je zaradi ropanja prihajalo tudi na ozemlju Bizantinskega cesarstva. Cesar Aleksej I. Komnen je križarje nazadnje prisilil, da so mu prisegli zvestobo in mu obljubili, da mu bodo vrnili vsa osvojena ozemlja, ki so bila pred vdorom Seldžukov v bizantinski posesti, jim dal vojaško spremstvo in jih poslal naprej v Malo Azijo.  
Baldvin je svoja brata spremljal do Herakleje v Mali Aziji, kjer sta se s Tankredom Galilejskim odcepila od glavnine križarske vojske in se odpravila v Kilikijo. Oba sta imela enak cilj: osvojiti nekaj ozemlja in postati samostojen vladar.
Balduin in Tankred Galilejski  sta se kmalu zatem sprla. Septembra 1097 je Balduin osvojil Tarz, ki je bil v Tankredovi domeni, in s pomočjo piratov Guynemerja Boulonjskega v mestu namestil svojo vojaško posadko. Do naslednjega spopada je prišlo pri Mamistri, potem pa je  Tankred odšel proti Antiohiji. Balduin je nato odšel v Maraš, kjer se je pridružil glavnini križarske vojske,  od tam pa se je na vabilo edeškega vladarja Bagrata odpravil na vzhod proti Evfratu in mimogrede zasedel trdnjavo Turbesel. 

## Edeški grof
Balduin Boulonjski je prišel v Edeso februarja 1098. Edeški vladar Toros ga je kmalu po prihodu posinovil in ga proglasil za svojega naslednika, marca 1098 pa so Torosa umorili in Balduin je postal prvi edeški grof. Sumili so ga, da je sodeloval pri Torosoven umoru, vendar mu tega nikoli niso dokazali. V Edesi je vladal do leta 1100. Poročil se je z Armenko Ardo, hčerko Torosa Maraškega, in postal posrednik med križarji in Armenci.
V dveh letih vladanja je muslimanom vzel Samosato in Seruj (Sarigia) in leta 1098 zatrl zaroto, ki jo je proti njemu kovalo nekaj armenskih podložnikov. Med obleganjem Antiohije je križarjem pošiljal denar in hrano, sam pa se obleganja ni udeležil. Atabeg Mosula Kerboga, ki je šel na pomoč oblegancem v Antiohiji, se je najprej ustavil v Edesi in jo tri tedne oblegal, da ne bi mogla iti križarjem na pomoč. Kerboga je bil kasneje pri Antiohiji poražen in križarji so ustanovili kneževino Antiohijo. Balduin je medtem utrdil svojo oblast in z bratom Godfrejem napadel Azaz in porazil vojsko Ridvana Alepskega.
Konec leta 1099 je z Bohemondom Antioškim obiskal Jeruzalem in se že januarja 1100 vrnil v Edeso. Po vrnitvi se je udeležil obleganja Melitene, kjer so ga ujeli Danišmendi.

## Jeruzalemski kralj
Po smrti jeruzalemskega vladarja, brata Godfreja Bouillonskega, julija 1100, so zagovorniki posvetnega  Jeruzalemskega kraljestva  Balduina povabili v Jeruzalem. Edeso je predal svojemu nečaku Balduinu Bourškemu in odpotoval v Jeruzalem. V bližini Bejruta je padel v zasedo Dukaka Damaščanskega. V spopadu je bil Dukak poražen in na poti do Jeruzalema ni bilo nobenih težav več. V Jeruzalem je prišel na začetku novembra 1100.
V Jeruzalemu je naletel na svojega starega sovražnika Tankreda in novega patriarha Dagoberta, ki bi raje vzpostavila teokratsko državo. Balduin je takoj po svojem prihodu odšel z vojsko na pohod na jug proti Egiptu in se vrnil šele konec decembra. 25. decembra istega leta ga je sam patriarh okronal za jeruzalemskega kralja. Zaradi še vedno tlečih sporov s cerkvijo kronanje ni bilo v Jeruzalemu, ampak v Betlehemu.
Spor med državo in cerkvijo se je nadaljeval do pomladi 1101, ko je Baldvin s posredovanjem papeškega legata Dagoberta suspendiral. Konec leta je prišlo do novega nesoglasja zaradi prispevka, ki bi ga moral dati patriarh za obrambo Svete dežele. Spori so prenehali šele z Dagobertovo odstavitvijo leta 1102.

### Širitev kraljestva
Leta 1102 je Baldvin s pomočjo genovskega ladjevja osvojil Arsuf in Cezarejo. Za povračilo je Genovežanom dovolil ustanoviti trgovske četrti v teh mestih, v Cezareji pa je ustanovil nadškofijo. Septembra istega leta je v bitki pri Ramli porazil Egipčane. V Jeruzalemu so bili prepričani, da je bila križarska vojska v bitki poražena in da je bil Balduin v boju ubit, zato se je Tankred že pripravljal, da prevzame oblast.
Leta 1102 je bila pri Ramli še ena bitka. Tokrat so se z Egipčani spopadli križarji, ki so preživeli križarski pohod leta 1103, zmagali pa so Egipčani. Balduin je izgubil večino svoje vojske in Štefana Bloiškega, njemu samemu pa je uspelo pobegniti v Arsuf. Zaradi strahu pred egipčanskim ujetništvom si ni drznil zapustiti Arsufa, zato ga je angleški gusar Godrik Finshalski z ladjo odpeljal do Jaffe, od tam pa se je na skrivaj vrnil v Jeruzalem. Z Egipčani, ki so bili še vedno na vojnem pohodu, se je ponovno spopadel pred Jaffo in tokrat zmagal.
Leta 1103 je oblegal Akko, a je moral obleganje prekiniti, ker so mestu prišli na pomoč Egipčani. Istega leta je plačal odkupnino za Bohemonda Antioškega, ki je bil že od poraza pri Meliteni v ujetništvu. Leta 1104 je s pomočjo genovskega ladjevja končno osvojil Akko in leta 1105 zmagal v še eni bitki  pri Ramli. Leta 1109 je bil razsodnik na zboru najvišjega plemstva pred obzidjem Tripolija in prisilil Tankreda, da je odstopil od svojih zahtev do mesta. Kmalu zatem je mesto padlo in nastalo je jedro grofije Tripoli. Leta 1110 je jeruzalemskemu ozemlju, spet s pomočjo Genovežanov, priključil Bejrut in nato odpotoval na sever na pomoč Edesi, ki jo je oblegal Mavdud Mosulski. 
Na poti nazaj je s pomočjo Sigurda I. Norveškega osvojil Sidon. Leta 1111 je pomagal Tankredu oblegati Šaizar in nato še Tir, toda obleganji nista bili uspešni. Leta 1113 sta v kraljestvo vdrli združeni vojski Togtekina iz Damaska in Aksunk-ura iz Mosula. Izgledalo je, da je kraljestvo na robu propada, vendar je s pomočjo čet iz Antiohije in novih prišlekov iz Evrope vzdržalo. 
Leta 1113 je zapustil svojo armensko ženo Ardo, s katero je bil poročen od leta 1108,  in se poročil z Adelajdo del Vasto. Pretveza za ločitev je bila Ardina izmišljena nezvestoba, Guibert Nogentski pa trdi, da se je ločil zato, ker so Ardo na poti v Jeruzalem posilili pirati. Še najbolj verjeten razlog za ločitev je bil, da Arda v Jeruzalemu ni bila več politično zanimiva, ker v mestu ni bilo premožnega armenskega prebivalstva.
Poročna pogodba z Adelajdo je določala, da bo v primeru, če v zakonu ne bosta imela otrok, kraljestvo nasledil Rogerij II. Sicilski, Adelajdin sin iz zakona z Rogerijem I. Sicilskim. Po zakonu je bila poroka z Adelajdo bigamna, ker je bila Arta, čeprav je bila v samostanu v Jeruzalemu, še vedno živa. Nezakonita poroka bi zato lahko povzročala težave tako Balduinu kot patriarhu Arnulfu, ki ga je poročil.
Balduin je leta 1115 je odšel na vojni pohod v Transjordanijo in tam zgradil grad Montreal. Sirske kristjane, ki so živeli v okolici gradu, je pozval, naj se preselijo v Jeruzalem in s tem povečajo število prebivalcev, saj si mesto po pokolu leta 1099 še ni opomoglo. Leta 1117 je v bližini Tira, ki je bil še vedno v muslimanskih rokah, zgradil grad Skandalijon.

## Smrt
Balduin je leta 1117 zbolel. Bil je prepričan, da je bolezen posledica njegove bigamne poroke z Adelajdo, zato jo je kljub njenemu upiranju poslal nazaj na Sicilijo. Balduin je nato ozdravel in se leta 1118 odpravil v Egipt, kjer je oplenil Faramo. V Egiptu je ponovno zbolel in kmalu nato umrl. Fulk iz Chartresa o tem piše:
"Nekega dne se je sprehajal ob reki, ki jo Grki imenujejo Nil, Hebrejci pa Gihon, in užival v družbi prijateljev. Nekateri vitezi so s sulicami spretno lovili ribe in jih nosili v tabor, kjer so jih pojedli. Takrat je začutil v sebi ostre bolečine starih ran in zelo resno opešal".

Thomas Fuller, zgodovinar iz 17. stoletja, je bil bolj neposreden. Zapisal je, da je "Balduin ujel in pojedel mnogo rib in zaradi tega umrl". 
Balduina so na nosilnici odnesli v Jeruzalem. 2. aprila 1117 je pri vasi Al-Arish umrl. Fulk iz Chartresa o tem pravi: 
"Franki so jokali, žalostni pa so bili tudi Sirci in celo Saraceni".
Jeruzalemsko krono so po njegovi smrti najprej ponudili Evstahiju III. Boulonjskemu, ki je krono odklonil. Za njegovega naslednika so nato izbrali njegovega bratranca, edeškega grofa Balduina Bourškega.

## Osebnost
Fulk iz Chartresa je Balduina opisal kot drugega Jozueta, "ki je bil zaščitnik svojega ljudstva in strah in trepet sovražnikov", Viljem iz Tira pa je menil, da je podoben Savlu. Čeprav ga Viljem ni poznal osebno, ga je zelo podrobno opisal:
"Pravijo, da je bil zelo visok, mnogo višji kot njegov brat. Bil je bolj svetle polti, lase in brado pa je imel temno rjave. Njegov nos je bil kljukast, zgornja ustnica nekoliko štrleča, brada rahlo pomakljena nazaj, vendar ne toliko, da bi to imeli za hibo. Vedel se je plemenito in se skrbno oblačil in govoril. Preko ramen je vedno nosil ogrinjalo. Ni bil niti debel niti pretirano suh, ampak srednje močan. Spretno je sukal roke, bil gibčen na konju in vedno aktiven in vztrajen kadar ga je kraljestvo potrebovalo."

## Družina
Balduinova prva žena Godehilda, hčerka Raoula II. Tosnyjskega in Izabele Montfort-l'Amauryjske, je umrla na prvem križarskem pohodu okoli 15. oktobra 1097.  Zgodovinarja Steven Runciman in Christopher MacEvitt  trdita, da so kmalu za njo umrli tudi njuni otroci, medtem ko zgodovinar Alan V. Murray poudarja, da otroci niso omenjeni v nobenem primarnem viru.
Ime in priimek druge žene, s katero se je poročil poleti 1098, nista zanesljiva. Sodobni zgodovinarji jo imenujejo Arda, hčerka Tatula Maraškega. Tatul  je Balduinu obljubil doto 60.000 bezantov in nasledstvo svojih posesti, plačal pa je samo 7.000 bezantov. Zakonca nista imela otrok. Balduin je Ado še pred letom 1109 zaprl v samostan svete Ane, potem pa ji je dovolil odhod v Konstantinopel. Zakon kljub loćitvi ni bil nikoli razveljavljen.
Balduinova tretja žena Adelajda del Vasto je bila premožna vdova Rogerija I. Sicilskega. Njen mož je leta 1102 umrl, zato je bila do konca leta 1111 regentka za njune mladoletne sinove. Leta 1112 je imela več kot štirideset let. Viljem iz Tira omenja, da je bil glavni razlog za Balduinovo poroko z njo njeno bogastvo. Balduin je pristal celo na to, da postane njen sin Rogerij II. Sicilski naslednik jeruzalemske krone. Adelajda je prišla v Palestino avgusta 1113 v spremstvu velike vojske in z bogato doto. Njun zakon je bil bigamen, ker je bila Balduinova druga žena še živa. Ko je pozno leta 1116 Balduin ozdravel od hude bolezni, je sprejel nasvete duhovščine in poslal ogorčeno Adelaida domov. Na Sicilijo je odplula 25. aprila 1117. Njeno ponižanje je tako razburilo Rogerija II., da je do smrti odrekel vso podporo Jeruzalemskemu kraljestvu.
Zgodovinar Jonathan Phillips v vseh Balduinovih zakonih vidi zgolj preračunljivo izkoriščanje ženinega bogastva in političnega vpliva. Nekaj desetletij po Balduinovi smrti je Viljem iz Tira zapisal Balduinovo izjavo, da se "bori s šibkostjo mesa", ki se je zaveda samo nekaj njegovih "telesnih služabnikov". Zgodovinarji Hans Eberhard Mayer, Christopher Tyerman in  Malcolm Barber se strinjajo, da je Viljem iz Tira najverjetneje omenjal Balduinovo homoseksualnost. Zyerman omenja tudi to, da je bil eden od njegovih ljubimcev muslimanski spreobrnjenec, ki je Balduina izdal med obleganjem Sidona. Susan B. Edgington na drugi strani meni, da za Balduinovo homoseksualnost ni dovolj dokazov, ker v primarnih virih sploh ni omenjena.

### Primarni viri
- Fulk iz Chartresa. A History of the Expedition to Jerusalem, 1095-1127. Angleški prevod Frances Rita Ryan. University of Tennessee Press, 1969.
- Ana Komnena. Aleksiada. Angleški prevod E.R.A. Sewter, Penguin Books, 1969.
- Viljem iz Tira. A History of Deeds Done Beyond the Sea. Angleški prevod E.A. Babcock inA.C. Krey. Columbia University Press, 1943.

### Drugi viri
- Steven Runciman. A History of the Crusades, vols. I-II. Cambridge University Press, 1951-1952.

| Vladarski nazivi | Vladarski nazivi                          | Vladarski nazivi       |
| ---------------- | ----------------------------------------- | ---------------------- |
| Nova podelitev   | Grof Edese 1098–1100                      | Naslednik: Balduin II. |
| Nov naziv        | Krelj Jeruzalemskega kraljestva 1100–1118 | Naslednik: Balduin II. |